# Kona Reeves
Noah Pang-Potjes (ur. 5 czerwca 1992 na Hawajach) – amerykański profesjonalny wrestler, obecnie występujący w federacji WWE w rozwojowym brandzie NXT pod pseudonimem ringowym Kona Reeves.

## Kariera profesjonalnego wrestlera

### Federacje niezależne (2013–2014)
Pang-Potjes był trenowany przez Afę w Wild Samoan Pro Wrestling Training Center. Walczył dla federacji World Xtreme Wrestling (wXw) pod pseudonimem Noah Kekoa, gdzie raz zdobył WXW Heavyweight Championship.

### WWE

#### NXT (od 2014)

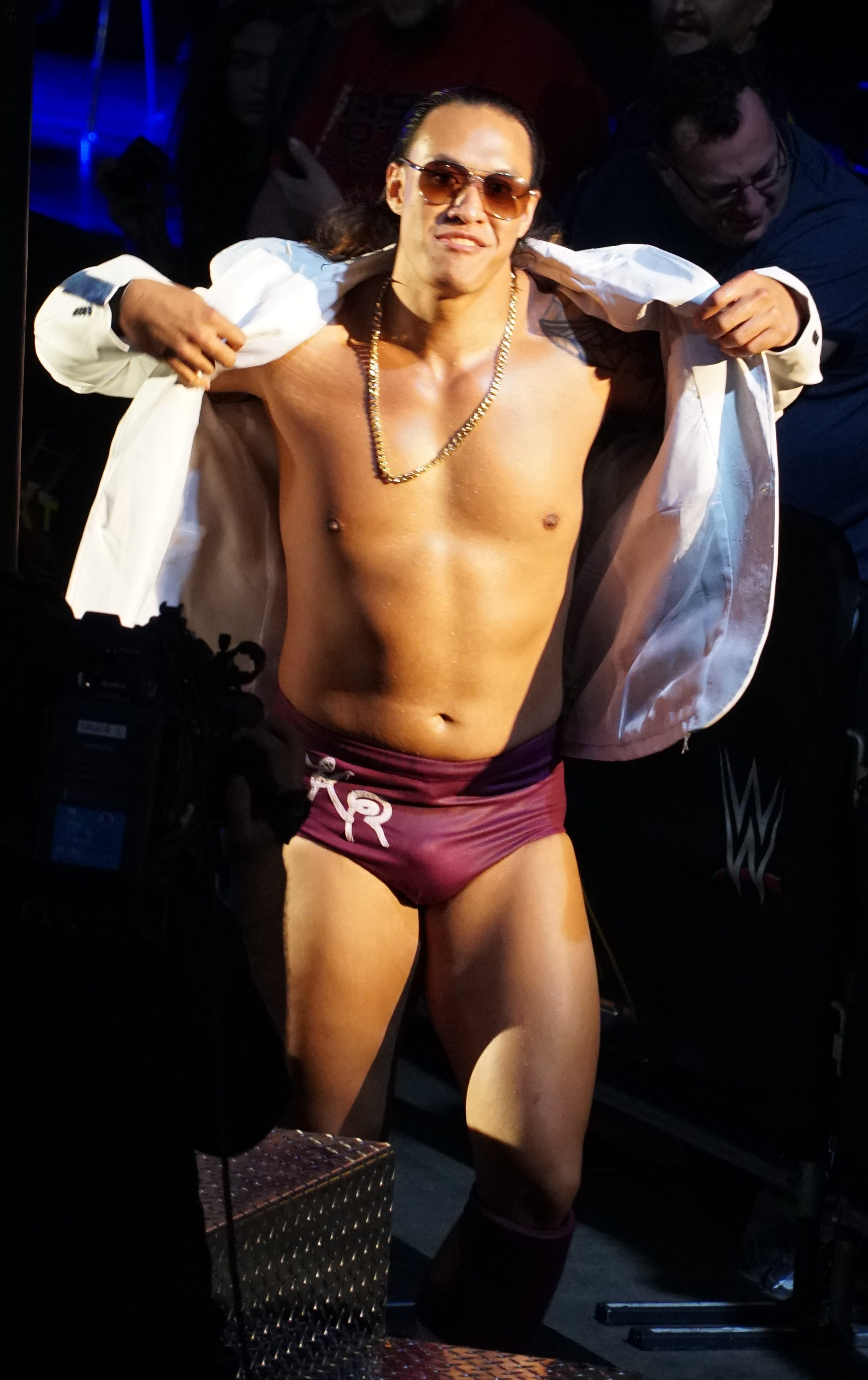
Reeves podczas WrestleMania Axxess w kwietniu 2018

W maju 2014 zostało ogłoszone, że Pang-Potjes podpisał kontrakt z WWE i został przydzielony do rozwojowego brandu NXT. Swoje pierwsze występy przepracował podczas live eventów w kwietniu 2015. W listopadzie wraz z Alexandrem Wolfem wziął udział w inauguracyjnym turnieju drużynowym Dusty Rhodes Tag Team Classic, lecz duo zostało wyeliminowane w pierwszej rundzie przez The Hype Bros (Zacka Rydera i Mojo Rawleya). Jego pierwsza telewizyjna walka odbyła się 4 maja 2016 podczas odcinka tygodniówki NXT, gdzie występując pod prawdziwym imieniem i nazwiskiem przegrał z No Way Josem. Potjes wystąpił kilka razy na galach NXT w roli jobbera i przegrywał z Tyem Dillingerem i Andrade „Cien” Almasem. W listopadzie 2016 zaadaptował nowy pseudonim Kona Reeves. 23 listopada podczas odcinka NXT, walka Reevesa z Richem Swannem została przerwana przez członków grupy Sanity, którzy zaatakowali obu wrestlerów. Przez pierwszą połowę 2017 występował i przegrywał z Aleisterem Blackiem i Hideo Itamim.
Po wielomiesięcznej absencji w telewizji, 18 kwietnia 2018 podczas odcinka NXT zaczęto emitować winietki video promujące powrót Reevesa jako „The Finest” Kona Reeves. Dwa tygodnie później w roli aroganckiego antagonisty stoczył pojedynek pokonując jobbera Patricka Scotta.

## Życie prywatne
Pang-Potjes jest z pochodzenia Hawajczykiem, Chińczykiem, Holendrem, Indonezyjczykiem, Filipińczykiem i Hiszpanem.

## Styl walki
- Finishery
  - Hawaiian Drop[2] (Modified Samoan drop)
- Menedżerowie
  - Ming[12]
- Przydomki
  - „The Finest”[10]

## Mistrzostwa i osiągnięcia
- World Xtreme Wrestling
  - WXW Heavyweight Championship (1 raz)[4]